# Václav Carda z Petrovic
Václav Carda z Petrovic († asi 1452) byl český rytíř a pražský husitský hejtman.

## Život
Václav Carda z Petrovic je zmíněn k roku 1421, kdy od 11. května až do 7.–8. června společně s Mikulášem Zajícem z Hazmburka na Budyni velel úspěšnému obléhání Pražského hradu proti Zikmundovi Lucemburskému, jehož posádka se vzdala. Dále je Carda připomínán v roce následujícím (1422), kdy se v září s Vilémem Kostkou z Postupic snažili neúspěšně zastavit postup táboritů na Nové Město pražské. Pravděpodobně 29. září pak byly sváděny boje na Novém Městě. V dnešní Železné ulici, kde husitští radikálové okupovali několik domů, se poté střetnul oddíl Václava Cardy, posílený polskými žoldnéry, s tábority. Po potyčkách nakonec táborité Prahu opustili. Následujícího dne, 30. září, je uváděn jako jednatel pražanů, když rokoval s Bohuslavem ze Švamberka a Janem Hvězdou z Vícemilic. Dne 21. ledna 1429 domlouval Carda příměří mezi staroměstskými a novoměstskými. Roku 1435 se zúčastnil brněnského sjezdu jako jeden z deseti zvolených českých rytířů. V září 1438 pronásledoval společně s ostatními utrakvistickými veliteli sasko-braniborské vojsko Fridricha II. Saského s oddíly Jakoubka z Vřesovic až k Želenicím, kde se 23. září strhla bitva, v níž husitská armáda utrpěla drtivou porážku.

## Majetek
Václavu Cardovi byl v roce 1426 pány z Dubé prodán Úštěk, jemuž udělil mladoboleslavské a mílové právo, obyvatelům odpustil robotu a dal jim rovněž možnost svobodné závěti i stěhování. Město Carda i důsledně opevnil, fortifikoval městské brány a po obvodu ostrohu nechal vystavět hradby s velkými věžemi, čímž město splynulo s hradem. Posléze 21. září 1436 Cardovi zastavil Zikmund Lucemburský vsi Brodce, Koleč, Křovice a Hole za 1 600 kop grošů.